# Section des Amis-de-la-Patrie
La section des Amis de la Patrie était, sous la Révolution française, une section révolutionnaire parisienne.

## Représentants
Elle est représentée à la Commune de Paris par 
- Jean Jacques Augustin Chrétien, doreur, né en 1758, demeurant 64, rue Bourg-l'Abbé[2]. C'est probablement lui qui fut nommé le 22 janvier 1793 par l'Assemblée des électeurs, avec trois autres personnages, commissaire pour rédiger une réponse à des accusations lancées par Jérôme Pétion de Villeneuve contre le Corps Électoral.
- Antoine-Augustin Renouard, fabricant de gazes, né à Paris le 21 décembre 1765, demeurant 25, rue Sainte-Apolline[3]
- Antoine René Tombe[2].
- Michel François Cailleux (jeune), fabricant de gazes, né en 1760 où 1761, demeurant 54, rue Saint-Denis

## Historique
Cette section s’appela d’abord « section du Ponceau », avant de prendre le nom de « section des Amis-de-la-Patrie » en septembre 1792.

## Territoire
L’actuel boulevard de Sébastopol.

## Limites
Le boulevard à droite de la porte Saint-Denis à la porte Saint-Martin : la rue Saint-Martin à droite, jusqu’à la rue aux Ours : la rue aux Ours, à droite, jusqu’à la rue Saint-Denis : la rue Saint-Denis, à droite, jusqu’au boulevard.

## Intérieur
Les rues Sainte-Apolline, Neuve-Saint-Denis, des Égouts, de la Longue-Allée, du Ponceau, Guérin-Boisseau, Greneta, du Grand et du Petit-Hurleur, Bourg-l'Abbé, l'Enclos-de-la-Trinité, etc., et généralement tous les rues, culs-de-sac, places, etc., enclavés dans cette limite.

## Local
Cette section, qui se réunissait dans l’église de la Trinité, qui était située rue Bourg-l'Abbé, à l'emplacement des nos 144-146 actuels de la rue Saint-Denis.

## Population
Une des plus populeuses de Paris, cette section comptait 16 650 habitants, dont 5 030 ouvriers ; les économiquement faibles sont peu nombreux : environ 500. Elle comprenait 2 300 citoyens actifs.

## Local
La section de la Montagne se réunissait dans l’église Saint-Nicolas-du-Chardonnet[pas clair].

## 9 Thermidor an II
Lors de la chute de Robespierre, la section soutint la Convention nationale le 9 thermidor an II (27 juillet 1794).

## Évolution
Après le regroupement par quatre des sections révolutionnaires par la loi du 19 vendémiaire an IV (11 octobre 1795) qui porte création de 12 arrondissements, la présente section est maintenue comme subdivision administrative, puis devient, par arrêté préfectoral du 10 mai 1811, le quartier de la Porte-Saint-Denis (6e arrondissement de Paris).